# Álvaro Chordi Miranda
Álvaro Chordi Miranda, Adsis, (ur. 4 grudnia 1967 w Pampelunie) – hiszpański duchowny katolicki posługujący w Chile, biskup pomocniczy Santiago de Chile od 2022.

## Życiorys

### Prezbiterat
Święcenia kapłańskie otrzymał 16 czerwca 1991 i został inkardynowany do diecezji Vitoria. Od 1990 jest członkiem wspólnoty Adsis. W latach 2003–2008 był delegatem biskupim ds. duszpasterstwa młodzieży, a przez kolejne siedem lat kierował ośrodkiem edukacyjnym EGIBIDE. W 2015 został przełożonym Adsis na szczeblu Ameryki Łacińskiej. Trzy lata później objął probostwo w parafii św. Andrzeja w Santiago.

### Episkopat
2 lipca 2022 papież Franciszek mianował go biskupem pomocniczym Santiago de Chile, ze stolicą tytularną Regiana. Sakry udzielił mu 10 października 2022 kardynał Celestino Aós Braco.